# Physocaulis nodosus
Physocaulis és un gènere de plantes monotípic dins la família Apiaceae. La seva única espècie és Physocaulis nodosus, és planta nativa d'Europa. Es troba a Catalunya i el País Valencià.

## Descripció
És una planta herbàcia anual erecta i pilosa de 30 a 100 cm; tija fistulosa; fulles bipinnatisectes ambelssegments ovats;umbel·les d'1 a 3 radis; pètals blancs enters ;fruit de 10-15 x 2-3 mm comprimit lateralment. Floreix de maig a juny.

## Distribució i hàbitat
Boscs caducifolis, llocs ombrívols, herbassars ruderals. Muntanya mediterrània i submediterrània. Pirineus i terreny serrànic (Alt Palància) de 300 a 1300 m d'altitud. La seva distribució general és a l'oest i centre d'Europa i Regió mediterrània.

## Taxonomia
Physocaulis nodosus va ser descrita per Johann Friedrich Wilhelm Koch i publicada a Synopsis Florae Germanicae et Helveticae 348. 1843.
Sinònims
- Myrrhoides nodosa Cannon[4]